# Dendrolagus pulcherrimus
Il canguro arboricolo dal mantello dorato (Dendrolagus pulcherrimus Flannery, 1993) è un canguro arboricolo originario ed endemico delle foreste montane della Nuova Guinea settentrionale. È ricoperto da corti peli di color bruno castano; il ventre è chiaro e il collo, le guance e i piedi sono giallastri. Una doppia striscia dorata corre lungo il dorso. La coda è lunga e presenta una serie di anelli chiari.
L'aspetto è simile a quello del canguro arboricolo di Goodfellow, suo stretto parente. Differisce da esso solamente per avere la faccia di colore roseo o più chiaro, le spalle dorate, le orecchie bianche e dimensioni inferiori. Alcuni autori considerano quest'animale una sottospecie del canguro arboricolo di Goodfellow.
Il canguro arboricolo dal mantello dorato è stato scoperto nel 1990 da Pavel German sul Monte Sapau, nella regione dei Monti Torricelli, in Papua Nuova Guinea. Oltre che sui Monti Torricelli, si trova anche sui vicini Monti Foja, in Indonesia. Spesso viene affermato che quest'ultima popolazione sia stata scoperta da una spedizione nel dicembre 2005, ma era noto già da tempo che abitasse quella catena montuosa.
È considerato uno dei canguri arboricoli più minacciati. È già scomparso dalla maggior parte del suo areale originario.